# Замок Вестпорт-Гаус

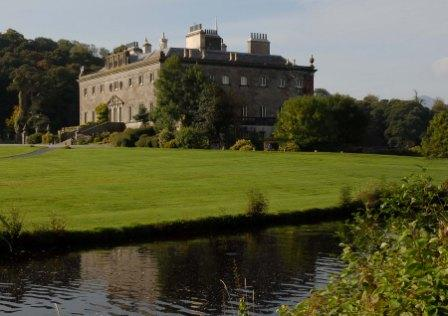
Замок Вестпорт-Хаус.

Замок Веспорт-Гаус (англ. Westport House Castle) — один із замків Ірландії, розташований в графстві Мейо, біля міста Вестпорт. При будівництві були використані камені з руїн старовинного замку Дун.

## Історія замку Вестпорт-Гаус
Замок Вестпорт-Гаус був побудований відомими архітекторами Річардом Кассельсом та Джеймсом Вайаттом у XVIII столітті. Біля замку є парк, озеро, сади, відкриваються види на озеро Лох-Клев, Атлантичний океан, острів Клер, на гору Кроех-Патрік. У 2015 році замок та маєток Вестпорт-Гаус був проданий за борги — його купила місцева родина. 2007 року замок отримав грант в розмірі 1,34 млн євро для ремонту від Фонду збереження національної спадщини. Колись спорудою володіла родина Браун — нащадки багатих плантаторів та рабовласників з Ямайки. Зокрема замком колись володів Хоу Пітер Браун — ІІ маркіз Слайго та його дружина леді Слайго — Хестер Кетрін де Бург. У XVI столітті на місці нинішнього замку Вестпорт-Гаус був давній замок, яким володіла Грайнне ні Майлле — королева Умайлла та «королева піратів», що командувала цілою піратською флотилією західної Ірландії.
Хоу Пітер Браун був одним із найбагатших рабовласників Ямайки. Рабство в Британській імперії та її колоніях було скасоване актом парламенту. Хоу Пітер Браун при цьому отримав велику компенсацію від британського уряду за втрату своїх рабів.
Нинішній замок Вестпорт-Гаус був побудований полковником Джоном Брауном — якобітом, що обороняв Лімерік під час вільямітських (якобітських) війн та його дружиною Мод Берк. Мод Берк веде свій родовід від «королеви піратів» Грайнне ні Майлле.